# 于贝克
于贝克（德語：Jübek）是德国石勒苏益格－荷尔斯泰因州的一个市镇。总面积15.58平方公里，总人口2608人，其中男性1297人，女性1311人（2011年12月31日），人口密度167人/平方公里。